# Guillaume II de Narbonne
Pour les articles homonymes, voir Guillaume de Narbonne et Guillaume II.
Guillaume II (tué à la bataille de Verneuil, le 17 août 1424), vicomte de Narbonne (1397-1424) et juge d’Arborée (1407-1420), est un capitaine français du parti armagnac et un conseiller du dauphin, le futur Charles VII, au cours de la guerre des Armagnacs et des Bourguignons.

## Vicomte de Narbonne
Guillaume II est le fils de Guillaume Ier, vicomte de Narbonne de 1388 à 1397, et de son épouse, Guérine, fille de Marquis de Beaufort, seigneur de Canillac et de Catherine d’Auvergne.
Par son testament du 17 août 1397, rédigé peu avant sa mort, son père lui lègue la vicomté de Narbonne. Comme son fils est encore mineur, il lui donne comme tuteurs Pierre de Fenouillet, vicomte d’Ille et de Canet, son cousin germain, Jean de Son, seigneur de Fitou, son oncle et Raymond de Cascastel, son écuyer.
Devenue veuve, sa mère Guérine se remarie rapidement avec Guillaume de Tinières, seigneur de Mardogne en Auvergne, de qui elle aura deux enfants, Pierre et Marguerite.
Le 30 novembre 1415, le vicomte Guillaume II épouse Marguerite d'Armagnac, la nièce du connétable Bernard VII d'Armagnac, chef de la faction des Armagnacs. Elle est la seconde fille de Jean III, comte d’Armagnac († 1391) et de Marguerite (1363-1443), comtesse de Comminges.
Le 13 décembre 1415, il reçoit à Narbonne l’empereur Sigismond et les ambassadeurs de Castille, de Navarre, d’Aragon, des comtes Jean Ier de Foix et Bernard VII d’Armagnac qui signent les capitulations de Narbonne (soustraction d’obédience au pape Benoît XIII).

## Juge d’Arborée
En 1407, à la mort de son cousin Mariano V, juge d’Arborée, en Sardaigne, Guillaume revendique le judicat, en tant que petit-fils de Béatrice d'Arborée, fille du juge Mariano IV et épouse du vicomte Aymeri VI de Narbonne. Le vicomte entre ainsi en compétition avec Martin Ier de Sicile, héritier d’Aragon.
Le 6 octobre 1408, Martin de Sicile débarque à Cagliari avec une forte armée, et ouvre les négociations avec Léonardo Capello, le représentant de Guillaume. Le 8 décembre, Guillaume arrive à son tour en Sardaigne et rompt les négociations. Il est couronné à Oristano le 13 janvier 1409. À la recherche d’appuis militaires pour faire face aux forces aragonaises, le vicomte obtient le soutien du maréchal Boucicaut, gouverneur de Gênes pour le roi de France. En mai 1409, le roi Martin Ier d'Aragon envoie un ambassadeur à Charles VI de France pour se plaindre des agissements de Boucicaut, qui fait armer des galères et lever des troupes pour venir en aide aux Sardes révoltés contre les Aragonais et soutenir le vicomte de Narbonne
. En juillet suivant, Charles VI rappelle à l’ordre Boucicaut, lui rappelant l’alliance existant entre la France et l’Aragon et lui ordonnant de décommander les préparatifs militaires faits pour soutenir les Sardes.
L’infant Martin est victorieux à la bataille de Sanluri (it) le 30 juin, mais est victime de la malaria le 25 juillet. Son père Martin l’Ancien, roi d’Aragon, meurt quelques mois plus tard (31 mai 1410). Guillaume rentre en France pour chercher du secours, laissant à Leonardo Capello le gouvernement du judicat. Celui-ci capitule le 30 mars 1410. Guillaume retourne en Sardaigne cette même année et réorganise ses possessions autour de Sassari.
Les menées de Guillaume II en Sardaigne sont cependant toujours vues d’un mauvais œil à la cour de France, car elles compromettent les excellentes relations entretenues avec le royaume aragonais depuis plusieurs décennies. Le 7 juillet 1410, le duc de Berry, lieutenant du roi en Languedoc, écrit aux sénéchaux de Toulouse, Carcassonne et Beaucaire pour les aviser qu’il interdit de s’armer en faveur de l’expédition sarde du vicomte de Narbonne.
Le 17 août 1420, le vicomte vend le judicat d’Arborée à Alphonse V d'Aragon pour 100 000 florins d’or.

## Activité politique et militaire en France
Lors de la guerre civile entre Armagnacs et Bourguignons, le vicomte de Narbonne adhère au parti des Armagnacs dès la constitution de la Ligue de Gien, le 15 avril 1410.
Il siège au conseil de Charles VII de 1418 à 1420, puis de nouveau en 1424.
En juillet 1419, il est parmi les conseillers du dauphin qui négocie avec le camp bourguignon l’accord qui se conclut par le traité de Pouilly-le-Fort, le 11 juillet.

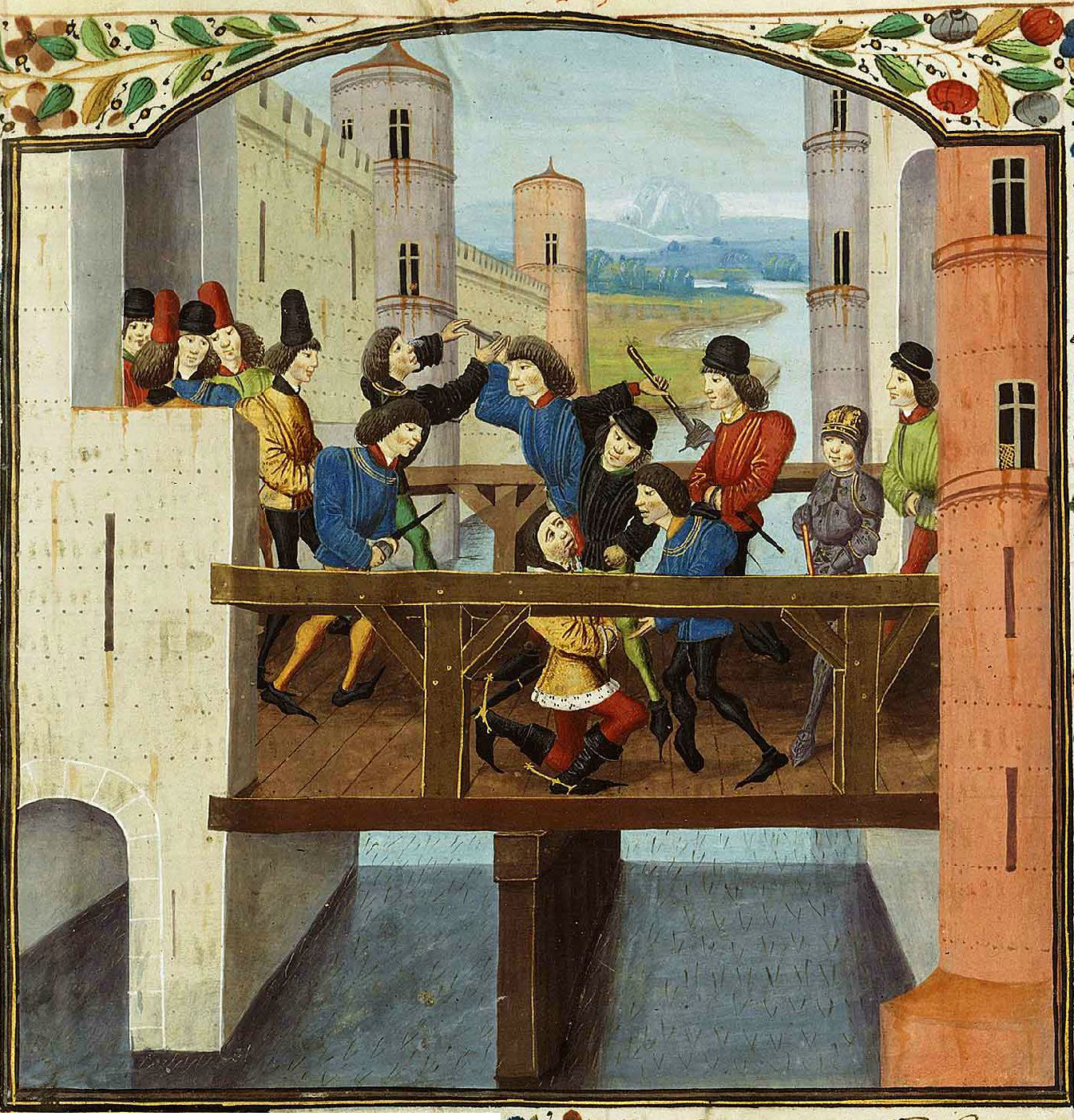
Assassinat de Jean sans Peur sur le pont de Montereau, enluminure du Maître de la Chronique d'Angleterre dans un manuscrit des Chroniques d'Enguerrand de Monstrelet, vers 1470-1480

Le 10 septembre 1419, il participe, dans la suite du futur Charles VII, à l’entrevue de Montereau qui se termine par l’assassinat de Jean sans Peur. Selon le témoignage de deux membres de l’hôtel d’Archambaud de Foix, sire de Navailles (membre de la suite bourguignonne), qui recueillirent les paroles de leur maître blessé mortellement lors de l’attentat de Montereau, Navailles s’interposa lorsque Tanguy du Châtel tenta de porter un coup de hache au duc de Bourgogne. Le vicomte de Narbonne aurait alors levé sa hache de façon menaçante, disant « Si un de vous bouge, il meurt immédiatement ». Alors que le sire de Navailles agrippait l’arme du vicomte de Narbonne, le cri « Tuez, tuez » retentit et Tanguy du Châtel frappa alors le duc à la tête avec une hache.
En 1422, Guillaume de Narbonne bat les Anglais à Bernay, conjointement avec le comte d’Aumale qu’il fait chevalier avant l’action. Charles VII, pour le récompenser de ses services, lui offre la châtellenie de Cessenon.
Il contribue, en 1424, à la prise de la Charité-sur-Loire et de Cosne.

## Mort, sépulture et succession
Le vicomte Guillaume est tué à la bataille de Verneuil, le 17 août 1424. Son corps ayant été retrouvé sur le champ de bataille, les Anglais le font écarteler et pendre au gibet pour son implication dans le meurtre de Jean sans Peur à Montereau. Selon le Journal d’un bourgeois de Paris, son corps fut aussi décapité et « sa teste [exhibée] en une lance moult hault ». D'après une autre chronique anonyme rédigée par un noble de sympathie bourguignonne, il eut aussi la main droite coupée.
Sa dépouille est par la suite inhumée à l’abbaye de Fontfroide, lieu traditionnel de sépulture de la famille vicomtale narbonnaise. Au début du XVIIIe siècle, son tombeau, dont il ne reste rien aujourd’hui, était toujours visible au milieu du chœur de l’église.
Dernier vicomte de Narbonne de la famille de Lara, il meurt sans postérité et lègue sa vicomté à son demi-frère utérin Pierre de Tinières, né du remariage de sa mère avec le seigneur de Mardogne, à condition qu’il relève les armes de Narbonne et le nom de Guillaume. Celui-ci vend la vicomté de Narbonne en 1447 à Gaston IV de Foix.